# 羅納爾多·迪科努
羅納爾多·迪科努（Ronaldo Octavian Andrei Deaconu，1997年5月13日—），是一名羅馬尼亞的職業足球運動員，司職攻擊中場 / 翼鋒，現效力中甲球隊陝西長安競技。
2020年8月26日迪科努以自由身與加斯梅登簽約2年，在2020-2021球季共出場39次並射入11球。

## 外部連結
- 羅納爾多·迪科努在RomanianSoccer.ro和StatisticsFootball.com上的資料